# کوگلر (دهانه)
کوگلر یک دهانه برخوردی در ماه‌ است.

## دهانه‌های اقماری
این دهانه ۳ دهانه اقماری دارد.
| Kugler | عرض جغرافیایی | طول جغرافیایی | قطر          |
| ------ | ------------- | ------------- | ------------ |
| R      | ۵۵.۵° S       | ۹۸.۶° E       | ۱۳.۰ کیلومتر |
| U      | ۵۴.۰° S       | ۱۰۱.۵° E      | ۳۷.۰ کیلومتر |
| N      | ۵۶.۳° S       | ۱۰۲.۸° E      | ۴۲.۰ کیلومتر |